# 退化
退化（たいか）とは、生物の個体発生もしくは系統発生の過程において、特定の器官、組織、細胞、あるいは個体全体が次第に縮小、単純化、時には消失することである。一般語としての退化は進化の対義語と位置づけられるが、生物学において退化は進化の一側面であり、対義語ではない。

## 個体発生における退化
個体発生の場合の退化、つまり一つの個体について見た場合の退化とは、発生や成長の段階で、ある器官やその一部が構造、機能において縮小、萎縮、消失してゆくことを指す。本来の発生過程として起きる場合と、病的な理由など、外的要因で起きる場合とがある。例えば、多くの脊索動物は成長の過程で脊索が脊椎と置き替わるが、これを「脊索が退化して脊椎に置き換わる」などと表現することがある。個体発生における退化は脱分化による形態の単純化、逆成長による生体量の減少などによる。これらの現象はまとめて萎縮と呼ばれる場合もある。個体レベルの意義としては、退化は老化現象として真の衰滅過程を構成する場合と、（ベニクラゲのように）個体の若返りをもたらして再び発生を可能にする場合とがある。

## 系統発生における退化
系統発生における退化とは、進化の過程における器官の縮小、萎縮、消失など、退行的な変化を意味する言葉である。この位置付けを強調して「退行的進化」と言われることもある。ただし常に退化が退行的進化と等価なわけではなく、退化に明らかな適応的意義が認められる場合に限り退行的進化の語を使うべき、という意見もある。
現存するほとんどの生物は、何らかの形で退化器官を持つ。退化したと考えられている器官の例として、内部寄生虫の消化器、洞穴生物の眼や色素、ウマの指などがある。例えば、ヒトの尾も外見的には消失している。ヒトは分類学上はサル目の1種であり、同目の動物のほとんどは発達した尾を備える。また解剖学的には、他のサルでは尾のある部分にヒトは尾骨を持つ。従って進化論の立場からは、サル目の祖先的生物には尾があったがヒトに繋がる系統では次第に小さくなった、と考えられる。このことを「ヒトの尾は退化した」という。
退化するのは、その生物が使用しない器官であるのが一般的だが、全ての退化を使用不使用の観点から説明することは困難である。使用しないことで退化したと考えられるものは、地中生活や洞穴生活の動物に見られる目の退化や消失である。しかし一方、同様に暗黒の環境である深海では特別に目の発達した魚類が見られる。また、退化器官が別の器官として使われることもあり、例えば松果体は古代生物の時代には眼の一種として使われていたものと見られている。
なお、退化してもはや有効に働かない器官が萎縮状態で残存する場合、そのような器官を痕跡器官と呼ぶ。例えばヒトでは耳介筋がこれにあたる。なお、痕跡器官と考えられていた器官でも後になって機能を持っていることが判明することもあり、例えばヒトの虫垂は免疫組織としての意味があると考えられている。

## 退化と進化
生物学的には進化は生物個体、もしくはその集団が経代に伴い伝達的してゆく性質の累積的変化を意味し、必ずしも進歩を意味しない。
一般には、生物学における退化という言葉が、生物学における進化という言葉と反対の意味の言葉であるという誤解も広く見られる。日本語の場合、これには「退化」という言葉の成り立ちも関係している。「進化」の語は明治時代に西周が西洋語の訳として考えたものであり、それに対して「退化」の語は進化の対義語として使用され始め、後に英語の「degeneration」の訳として使われるようになったものであり、正岡子規や丘浅次郎なども進化と反対の意味で使用している。
生物学的には、退化は進化のある側面を構成するという考え方が、適切である。例えばウマの進化では、平坦な草原を走るための適応として足の中指が発達し、その一方でそれ以外の指は退化した。その結果、現生のウマは一本指である。つまり、ウマの進化では中指以外の足指の退化が重要な役割を果たしているのである。
進化の歴史上で、ある段階で発達した器官が、その後に退化を始めることは珍しくない。しかし、逆に退化した器官があらためて発達することは稀であり、退化によって消失した器官が、再び復活するという例は少ない。例えば鳥類の前肢は翼になり、この過程で親指以外の指は退化している。地上動物として生活する鳥類は多くあるが、歩行や把持のために再び前肢に指を備えた鳥はなく、いずれもくちばしや後肢で前肢の機能を代用している。唯一、南アメリカのツメバケイで幼鳥の親指に爪がある程度である。このように、退化による消失の不可逆性のことを、「進化非可逆の法則」もしくは提唱者であるベルギーの古生物学者の名にちなんで「ドロの法則」という。
なお、様々な器官が同時に退化傾向を示す例があり、そのような生物では体制そのものも退行してしまう現象がある。特に寄生性の動物ではその傾向が強く見られる。寄生虫の生活では、摂食器官、消化器官、感覚器官、運動器官などを使う必要が少なく、退化することが多い。それが極端に進んだ場合、例えば消化管が完全に失われ、循環系や排出系も退化し、本来その動物門のもつ基本的構造までもが失われる。
中生動物門は、多細胞ではあるが組織や器官をもたず、原生動物と後生動物の中間に位置するとしてこの名がつけられたが、最近では後生動物が寄生生活によって単純化したものと考えられている。さらに、粘液胞子虫類は細胞内寄生の単細胞生物であるが、近年、どうやらこれも後生動物が寄生生活によって、単細胞段階にまで退行的進化を遂げた結果と言われるようになっている。

## 退化の原因

### 用不用説
その生物が使わない器官が退化する、という現象は一見分かりやすい。ジャン＝バティスト・ラマルクの用不用説はそのことを端的に述べたとも言えるが、現象面の記述としてはともかく、進化生物学としては、獲得形質の遺伝が理論的裏付けを得られず、自然界で実際に起こっていることを示そうとする試みがいくつも試みられていたにもかかわらず、確証されたものが皆無であったことなどから、厳密な科学的研究の面からは全く支持を受けることができなかった。詳細は該当項目を参照。
現在、生物の形態を説明する主流の理論は自然選択説である。この説は、より適応的な形質をもつ生物個体が、より多くの子孫を残すことで進化が進むとする。
自然選択説ではよく使う器官が発達することは説明しやすいが、それに比べて、あまり使わない器官が退化することは説明が容易でない。あまり使わない器官とは言っても、全く使わないとは限らない。たまにしか使わない器官が不完全であれば、その方が有利であるとは言い切れないからである。たとえば、穴を掘って暮らしているモグラの場合、よりうまく穴がほれるよう、前足が強力な個体の方が有利であるのは分かりやすい。しかし、普段は地中生活であるとしても、時には地上に出るのであるから、目が全く見えないよりは見えた方がいいと言えるはずである。

### エネルギー分配
「自然選択説で退化が定着する理由を説明する方法としては、エネルギー配分と費用対効果の観点から説明することができる」という主張がある。「生物はエネルギーを消費して生命を維持する（広義にはエサや成長にかかる時間などが含まれる）。生物が摂取できるエネルギーは有限であるため、重要性が低い部位にまで投資する個体は、そうしない個体よりもエネルギーの配分が非効率的である。不要な器官は退化しており、エネルギー消費の少ない方（効率的な方）が生存に有利であると説明される。レイサンクイナなど天敵のいない孤島に住んでいた鳥の場合、飛ぶために翼を使わなくとも生き残れるため、むしろ飛ばない鳥のほうがより少ないエネルギー摂取で生き残れて効率的である、というもの。例えばモグラの場合、地中生活であるから、普段は目は重要な感覚器官ではない。ゆえに、目がわずかに見えるモグラよりも、その分のエネルギーを触覚や聴覚に回した目の見えないモグラが有利である。」と言う。

### 中立進化説
同様にこれに答える説として、1960年代に発表された中立進化説がある。これを簡単に言えば、生物集団の中で有利にも不利にもならない「中立的な突然変化」がある確率で起こり、それが偶然子孫に広まって定着した場合に進化となる、とする説である。例えばネズミの一種メクラネズミが盲目なのは、この説を使えば説明することができる。